# 你好，凯兰
《你好，凯兰》（英語：Ni Hao, Kai-Lan）是一个少儿节目，它于2008年2月7日在尼克罗顿儿童频道（Nickelodeon）首播,并于2009年2月2日在纳根频道（Noggin）(现更名为小尼克频道（Nick Jr）)播放 观众可在加拿大的Treehouse和美国的 小尼克频道与尼克罗顿儿童频道收看。从2009年11月起，以色列的尼克罗顿儿童频道也同时播放. 于2009年在小尼克第二频道重播。

## 介绍
你好，凯兰（Ni Hao, Kai-lan）向观众介绍汉语普通话和 中华文化及价值观，多元文化(凯兰朋友们的多样化背景)，和不同辈份的家人 (如，凯兰和爷爷（Ye Ye）的关系). 你好，凯兰（Ni Hao, Kai-lan）通过处理问题的起因和影响，帮助学龄前儿童社会性和情感的发展。包括帮助猴猴（Hoho）学会耐心， 帮助暴躁的林图（Rintoo）学会冷静，帮助多利（Tolee）学会为自己的行为负责。
主要特点: 
- 「打破第四面牆」（打破第四堵牆，第四面牆指螢幕或是舞台上面對觀眾的那道無形之牆）
- 11分钟的互动[1]
- 重點字詞在節目出現多次[2]
- 一些汉语词
- 在凯兰的朋友里有一个或多个会对一些活动产生消极的情绪反应 (问题)
- 周凱思想大聲(观察)
- 处理问题的起因和影响
- 再告别之前(每集结束)，凯兰说："你让我好开心！" 再第二季开始，她还用汉语说这句话。

## 少校角色

### 周凯兰
周凯兰（Kai-lan Chow)是一个爱玩、爱冒险的，有着宽大的胸怀6岁学龄前儿童。 她讲英语和汉语普通话，她非常乐于和她的动物朋友们及观众分享她的语言、文化和玩耍时间。凯兰有天生的领导能力，并且善于思考，在朋友们真正需要她的时候，她也能用她的天赋帮助他们。 她最喜欢的动物是恐龙。出生日期：2001年11月8日。
由高健（Jade-Lianna Peters）配音

### 爷爷
凯兰的爷爷（Ye Ye）幽默并善于思考。 他出生在中国，并热衷于向她的孙女传授令人兴奋的传统。 他和蔼的指导她用自己的步伐找到自己的答案。
由克莱姆·程（Clem Cheung） （页面存档备份，存于） (英语)和本·王（Ben Wang (汉语)）配音

### 林图
林图（Rintoo）是一只暴躁的5岁老虎，他是凯兰最好的朋友之一，喜欢龙和赛车。 他甚至和凯兰分享他特别的“咆哮握手”（roaring handshake） (只出现在介绍视频与最前面几集)：“老虎-老虎，啊呜~~” 他渴望冒险却做事鲁莽。在勇敢的表面之下，他也关心照顾他的朋友们。他是唯一一只说话的老虎。在英文版，他的名字叫做“灵徒”。
由杰克·萨姆逊（Jack Samson） （页面存档备份，存于）配音

### 多利
多利（Tolee）是一只没有尾巴并喜欢熊猫的5岁树袋熊。 他先思考，后做事，但有时又过于谨慎， 不过这不影响他与朋友们一起玩耍。凯兰和她的朋友们可以一直信赖他的好点子。有趣的是，他在“凯兰的中国之旅”中见到熊猫宝宝“小西瓜”（Xiao Xi Gua）之后，并不像大家预想的那样兴奋。在英文版里，他的名字叫“头礼”。
由卡马尼·格林分（Khamani Griffin）配音

### 猴猴
猴猴（Hoho）3岁，他是凯兰年龄最小的朋友。 他有着使不完的劲，成为大家关注的焦点是他最高兴的事。他常常在他朋友们的头上跳，或站在播放的唱片上做一名驻场DJ。
由安琪·吴配音

### 露露
露露（Lulu）是一只快乐的6岁粉红犀牛。  她喜欢玩房子游戏和过家家，但她强壮如犀牛！ 凯兰和她的朋友经常向露露呼救，但主要是他们只是喜欢和她玩耍。
由段百利（Beverly Duan （页面存档备份，存于））配音

### 太阳先生
太阳先生（Mr. Sun）出现在每一部的开始。凯兰叫醒太阳先生，而后便开始了她新一天的生活。后期则省略了凯兰叫醒太阳先生的桥段。

### 蚂蚁们
在凯兰后院的一角，有一座富饶的“微型都市”，叫做 “蚂蚁城”（Ant City）。 蚂蚁们充当了社区中的重要角色： 他们负责送信和建造， 他们也喜欢和凯兰及她的朋友们玩。三三（ San San）是蚂蚁的头儿 ，还有两只蚂蚁步步（Bubu）和福福（Fufu）
三三（San San ）由 Zachary Gordon配音, 步步（Bubu ）由Luke Manriquez配音，福福（Fufu）由Kyla Rae Kowaleski配音

### 其他，大人，配角
- 霍华德（Howard）是一只猫头鹰。 他首次出现在“端午节”（ "The Dragonboat Festival."）中。 他能送信，却只会呜呜地叫。由Khamani Griffin配音
- 蓬鬆先生(Mr. Fluffy) 是10歲的貝克在自己的麵包店，誰第一個出現在“大家的帽子遊行”(Everybody's Hat Parade.)中。 他最好的蛋糕，是由美美的北極熊協助。先生蓬鬆目前義隆 ( Elan Garfias) 表示，美美表示布列塔尼陳。
- 史通皮（Stompy）是一只10岁的，大个头，好玩的 象 。首次出现是在"Safari Pals."中。由Hsiang Lo配音。
- 呼啦鸭（Hula ducks），它们不会说话，但是它们跳舞，并嘎嘎的叫。
- 姑奶奶是凯兰的叔祖母，爷爷的妹妹。她出现在"凯兰的中国之旅"中 。由 Ming-Na配音。
- 小西瓜是一只熊猫宝宝。他出现在"凯兰的中国之旅"中

## 附注
1. ↑  Liu, Ed. . Toon Zone. 2008-02-12  [2009-12-15]. （原始内容存档于2008-04-20）.